# نحو (منطق)
 

يوضح هذا الرسم البياني الكيانات النحوية التي يمكن بناؤها من اللغات الرسمية. يمكن تقسيم الرموز وسلاسل الرموز بشكل عام إلى صيغ غير منطقية وصيغة جيدة. اللغة الرسمية مطابقة لمجموعة صيغها جيدة الصياغة. يمكن تقسيم مجموعة الصيغ جيدة التكوين على نطاق واسع إلى نظريات وغير نظريات.

في المنطق، بناء الجملة هو أي شيء له علاقة باللغات الرسمية أو الأنظمة الرسمية دون النظر إلى أي تفسير أو معنى معين لها.
يهتم بناء الجملة بالقواعد المستخدمة في بناء أو تحويل رموز وكلمات اللغة، على عكس دلالات اللغة التي تهتم بمعناها.
الرموز, الصيغ، الأنظمة، النظريات والبراهين يتم التعبير عنها باللغات الرسمية هي كيانات نحوية يمكن دراسة خصائصها دون النظر إلى أي معنى قد يتم إعطاؤه ، وفي الواقع ، لا يلزم إعطاء أي منها.
غالبًا ما يتم ربط بناء الجملة بالقواعد (أو القواعد النحوية) التي تحكم تكوين النصوص في اللغة الرسمية التي تشكل الصيغ جيدة التكوين للنظام الرسمي.
في علوم الكمبيوتر ، مصطلح بناءالجملة يشير إلى القواعد التي تحكم تكوين التعبيرات جيدة التكوين في لغة البرمجة . كما هو الحال في المنطق الرياضي، فهو مستقل عن الدلالات والتفسير.

## الكيانات النحوية

### الرموز
الرمز عبارة عن فكرة أو تجريد أو مفهوم ، يمكن أن تكون رموزها علامات أو لغة ميتا للعلامات التي تشكل نمطًا معينًا. رموز اللغة الرسمية لا يجب أن تكون رموز لأي شيء. على سبيل المثال، هناك ثوابت منطقية لا تشير إلى أي فكرة، بل تعتبر بمثابة علامات الترقيم في اللغة (مثل الأقواس). يمكن لرمز أو سلسة من الرموز أن تكون صيغة مكونة بشكل جيد إذا كانت التركيبة متسقة مع قواعد تكوين اللغة. يجب أن تكون رموز اللغة الرسمية قابلة للتحديد دون أي إشارة إلى أي تفسير لها.

### اللغة الرسمية
اللغة الرسمية هي كيان نحوي يتكون من مجموعة من السلاسل المحدودة من الرموز التي تمثل كلماتها (عادةً ماتسمى صيغها المكونة بشكل جيد ). يتم تحديد سلاسل الرموز التي تمثل كلمات من قبل منشئ اللغة، عادةً عن طريق تحديد مجموعة من قواعد التشكيل . ويمكن تعريف مثل هذه اللغة دون الرجوع إلى أي معاني لأي من تعبيراتها؛ يمكن أن تكون موجودة قبل أن يتم تعيين أي تفسير لها – أي قبل أن يكون لها أي معنى.

### قواعد التشكيل
قواعد التشكيل هي وصف دقيق لسلاسل الرموز التي تمثل صيغًا جيدة التكوين للغة رسمية. وهو مرادف لمجموعة السلاسل الموجودة فوق الأبجدية للغة الرسمية والتي تشكل صيغًا جيدة التكوين. ومع ذلك، فهو لا يصف دلالاتهم (أي ماذا تعني).

### المقترحات
الاقتراح هو جملة تعبر عن شيء صحيح أو خاطئ . تعريف الاقتراح وجوديًا على أنه فكرة أو مفهوم أو تجريد تكون أمثلة المميزة عبارة عن أنماط من الرموز أو العلامات أو الأصوات أو سلاسل من الكلمات.  تعتبر المقترحات كيانات نحوية وحاملات للحقيقة ايضًا .

### النظريات الرسمية
النظرية الرسمية هي مجموعة من الجمل في لغة رسمية .

### الأنظمة الرسمية
النظام الرسمي (المعروف أيضًا بالحساب المنطقي ،أو النظام المنطقي) يتكون من لغة رسمية مع جهاز استنتاجي (يُسمى أيضًا النظام الاستنتاجي ). قد يتكون الجهاز الاستنتاجي من مجموعة من قواعد التحويل (وتسمى أيضًا قواعد الاستدلال ) أو مجموعة من المبادئ الأساسية ، أو يحتوي على كليهما. يتم استخدام النظام الرسمي لاستخلاص تعبير واحد من تعبير واحد أو أكثر. يمكن تعريف الأنظمة الرسمية، مثل الكيانات النحوية الأخرى، دون أي تفسير لها (على سبيل المثال، نظام حسابي).

#### النتيجة النحوية ضمن النظام الرسمي
الصيغة A هي نتيجة نحوية داخل بعض النظم الرسمية
F S
{\displaystyle {\mathcal {FS}}}
من مجموعة من الصيغ G إذا كان هناك المشتق في النظام الرسمي
F S
{\displaystyle {\mathcal {FS}}}
من A من مجموعة G.
{\displaystyle \Gamma \vdash _{\mathrm {F} S}A}
النتيجة النحوية لا تعتمد على أي تفسير للنظام الرسمي. 

#### الاكتمال النحوي للنظام الرسمي
نظام رسمي {\displaystyle {\mathcal {S}}} مكتمل نحويًا     (أيضًا مكتمل استنتاجيًا أو أقصى اكتمال أو نفي مكتمل أو مكتمل ببساطة) إذا كانت كل صيغة A من لغة النظام إما A أو ¬A عبارة عن نظرية لـ {\displaystyle {\mathcal {S}}} . بمعنى آخر، يكون النظام الرسمي مكتملًا نحويًا إذا لم يكن من الممكن إضافة بديهية غير قابلة للإثبات إليها كبديهية دون إدخال تناقض . المنطق الافتراضي الوظيفي للحقيقة والمنطق المسند من الدرجة الأولى مكتملان لغويًا، لكن ليسا كاملين نحويًا (على سبيل المثال، عبارة المنطق الافتراضي التي تتكون من متغير واحد "a" ليست نظرية، ولا نفيها أيضًا، ولكنها ليست حشوًا ). توضح نظرية عدم الاكتمال لجودل أنه لا يوجد نظام عودي قوي بما فيه الكفاية، مثل بديهيات بيانو ، يمكن أن يكون متسقًا وكاملاً.

### التفسيرات
تفسير النظام الصوري هو إسناد المعاني إلى الرموز، وقيم الحقيقة إلى جمل النظام الصوري. تسمى دراسة التفسيرات بالدلالات الرسمية . إعطاء التفسير مرادف لبناء النموذج . يتم التعبير عن التفسير بلغة ما وراء اللغة ، والتي قد تكون في حد ذاتها لغة رسمية، وعلى هذا النحو فهي في حد ذاتها كيان نحوي.

## أنظر أيضا
- الرمز (رسمي)
- قاعدة التشكيل
- القواعد الرسمية
- النحو (علم اللغة)
- النحو (لغات البرمجة)
- المنطق الرياضي
- صيغة جيدة التشكيل